# Elaver brevipes
Elaver brevipes är en spindelart som först beskrevs av Eugen von Keyserling 1891.  Elaver brevipes ingår i släktet Elaver och familjen säckspindlar. Inga underarter finns listade i Catalogue of Life.